# Belisana marena
Belisana marena is een spinnensoort uit de familie trilspinnen (Pholcidae). De soort komt voor in Sulawesi. 